# Théâtre populaire d'Acadie
Le Théâtre populaire d’Acadie (TPA) est une compagnie de théâtre professionnelle francophone fondée en 1974 à Caraquet, au Nouveau-Brunswick. Premier théâtre professionnel en Acadie, il joue un rôle central dans le développement des arts de la scène en contexte francophone minoritaire. En 2024, il célèbre son 50e anniversaire, soulignant cinq décennies de création, de diffusion et d’engagement envers la communauté acadienne. Le TPA a produit plus de 100 pièces, présentées autant dans la Péninsule acadienne que dans le reste du Canada, en Belgique et en France. À Caraquet, le TPA présente ses spectacles à la Boîte-Théâtre ou au Centre culturel. 

## Direction artistique
Depuis 2018, la direction artistique et générale du TPA est assurée par Allain Roy, metteur en scène et dramaturge originaire de Paquetville, qui a longtemps œuvré comme artiste avant de prendre la tête de la compagnie. Formé au Conservatoire d'art dramatique de Québec, Allain Roy a collaboré avec plusieurs institutions théâtrales au pays, notamment au Québec, avant de revenir en Acadie. Son mandat au TPA s’inscrit dans une volonté d’ouverture, de renouvellement et de valorisation des dramaturgies contemporaines acadiennes et francophones.
Soutenu par un conseil d’administration représentatif des communautés acadiennes du Nouveau-Brunswick, le TPA demeure un pilier essentiel du théâtre francophone en milieu minoritaire, conjuguant engagement artistique et enracinement dans son territoire.
Le TPA propose une programmation alliant créations originales et œuvres d’auteurs contemporains, avec une attention particulière aux réalités acadiennes et aux collaborations artistiques élargies.

## Influence
Le TPA est également actif dans le domaine de la médiation culturelle, notamment à travers son volet jeunesse et le Festival de théâtre jeunesse en Acadie.
À l’occasion de son 50e anniversaire, le TPA met en lumière son parcours et son influence sur la scène théâtrale acadienne, tout en poursuivant sa mission de création, de diffusion et d’accessibilité au théâtre francophone.

## Prix
- Prix Acadie-RIDEAU décerné à BOUFFE, une coproduction du Théâtre populaire d'Acadie, de Satellite Théâtre et de Houppz! Théâtre, présentée en vitrine à la 14e édition de la FrancoFête en Acadie (novembre 2010)
- Festival de théâtre jeunesse en Acadie : Récipiendaire 2010 du Prix Racines décerné par le Conseil provincial des sociétés culturelles
- Prix Éloizes « Artiste de l'année en théâtre » décerné au comédien Bertrand Dugas pour sa performance dans la pièce Le filet, 2009-2010
- Nomination pour le prix Éloizes « Spectacle de l'année » pour Le filet, 2009-2010
- Prix du Noble Cochon pour la pièce Le filet, décerné lors du Gala des Cochons d'or présenté par Carte Prem1ères, Montréal, juin 2009
- Prix Éloizes « Artiste de l'année en théâtre » décerné à la comédienne Claire Normand pour sa performance dans la pièce L'Année du Big Mac, 2008
- Prix Commerc'or « Secteur culturel » décerné par la Chambre de commerce du Grand Caraquet, octobre 2007
- Masque de la production franco-canadienne pour la pièce L'année du Big-Mac, août 2007
- Prix Éloizes « Spectacle de l'année » pour la pièce Conte de la Lune, 2007
- Prix Éloizes « Artiste de l'année en théâtre » décerné au comédien Christian Essiambre pour sa performance dans la pièce Conte de la Lune, 2007
- Prix Zof du partenariat décerné par la Fédération culturelle canadienne-française (FCCF), 2007
- Masque du public Loto-Québec pour la pièce Grace et Gloria, 2006
- Masque de la production Jeunes Publics pour la pièce Conte de la lune, 2006
- Prix Acadie-Québec décerné par la Société nationale de l'Acadie (SNA), 2006
- Prix Éloizes « Spectacle de l'année » pour La Sortie au théâtre, 2004
- Prix Éloizes « Artiste de l'année en théâtre » décerné à la comédienne Isabelle Roy pour sa performance dans La Sortie au théâtre, 2004
- Prix de l'Organisme artistique de l'année décerné par la Fondation des arts du Nouveau-Brunswick, 2003
- Prix Coup de cœur de la presse francophone belge aux Rencontres de théâtre jeune public de Huy en Belgique pour la pièce La petite ombre, 2003
- Mise en nomination de plusieurs spectacles du TPA à la Soirée des Masques organisée par l'Académie québécoise du théâtre :
  - L'année du Big-Mac, août 2007
  - Novecento : pianiste, décembre 2005
  - La petite ombre, février 2003
  - Le jeu de l'amour et du hasard, février 2002
  - Pour une fois, février 2001
  - Mentire, février 2000
  - Laurie ou la vie de galerie, février 2000
- Prix Éloizes « Artiste de l'année en théâtre » décerné au scénographe Luc Rondeau pour Le jeu de l'amour et du hasard, 2002
- Prix « Gestionnaire de l'année du Conseil économique du Nouveau-Brunswick » décerné au directeur artistique et général de la compagnie, 2000
- Prix Racines « Ambassadeur de l'année » décerné par le Conseil provincial des sociétés culturelles (CPSC), 2000
- Prix Éloizes « Artiste de l'année en théâtre » décerné au directeur artistique et général du TPA René Cormier, 1998